# Cratere Amontons
Amontons è un cratere lunare di 2,47 km situato nella parte sud-orientale della faccia visibile della Luna.